# Joy Ride (film, 2000)
 (juillet 2022).
Pour les articles homonymes, voir Joyride.

Joy Ride (en suisse allemand : Usfahrt) est un film dramatique suisse écrit et réalisé par Martin Rengel et qui est sorti en  2000.
Le film suit les règles du  manifeste Dogme95 de Lars von Trier dont il porte le numéro 14.
Joy Ride est caractérisé par un style quasi-documentaire très réaliste. L'histoire est basée sur l'homicide en 1992 à Zurich, en Suisse, d'une jeune fille de 18 ans. L'incident a suscité beaucoup de couvertures médiatiques en Suisse[réf. souhaitée].

## Distribution
- Claudia Knabenhans : Sandra
- Andri Zehnder : Daniel
- Sebastian Hölz : Andi
- Stephan Krauer : Max
- Edward Piccin : Bruno
- Charlotte Schwab : Sandra's Mother
- Jaap Achterberg : Sandra's Father
- Elisabeth Niederer : Daniel's Mother
- André Jung : Daniel's Stepfather
- Gwendolyn Rich : Sandra's work colleague
- Yangzom Brauen : Barmaid Lola
- Mike Müller : Chef
- Markus Bachmann
- Muriel Bader
- Alexandra Brodmann
- Markus Cajöri
- Agnes Dünneisen
- Dora Fischer
- Frau Geithner
- Adrian Herzig
- Tanja Huber
- Tiziana Jelmini
- Josef Martaj
- Adrian Meili
- Stefano Mengarelli
- Lukas Müller
- Anne-Sophie Nyman
- Martin Rengel
- Klaus-Henner Russius
- Monique Schwiller
- Robert Waldmeier :